# Dave McKean
Dave McKean (Maidenhead, 29 dicembre 1963) è un fumettista, illustratore, regista e fotografo britannico, attività a cui alterna anche quella di musicista.
I suoi lavori sono caratterizzati dalla commistione di varie tecniche quali disegno tradizionale, fotografia, collage, scultura e grafica computerizzata. È famoso anche per la sua lunga collaborazione con lo scrittore Neil Gaiman.

## Carriera
La sua carriera ha inizio con un fallimento: nel 1986 si reca a New York per un colloquio di lavoro come disegnatore di fumetti che non ha esito positivo; tuttavia in quell'occasione incontra Neil Gaiman. L'autore inglese lo coinvolge nella lavorazione di una breve graphic novel, Casi violenti pubblicata nel 1987. Il 1988 vede proseguire il sodalizio tra Neil Gaiman e Dave McKean con uno dei loro capolavori: Black Orchid. Sempre nel 1988 Dave McKean produce le copertine per la serie Hellblazer, della DC Comics.
Nel 1989 inizia un'altra collaborazione con Neil Gaiman: gli viene affidato il progetto grafico delle edizioni americane della serie regolare, delle raccolte e delle graphic novel di Sandman, per la linea Vertigo della DC Comics. Sempre per la DC Comics, nello stesso anno, realizza le tavole per Arkham Asylum, una storia di Batman sui testi di Grant Morrison. Spesso lo stile adottato in questo periodo viene paragonato a quello di Bill Sienkiewicz.
Tra il 1990 e il 1996 Dave McKean scrive e disegna il suo capolavoro: Cages. È una graphic novel in dieci numeri, che parla di artisti, ispirazione e creatività, disegnata con uno stile molto scarno che ricorda le opere di José Muñoz e Lorenzo Mattotti. In Italia Cages è stato pubblicato da Macchia Nera nel 1999.
Altre collaborazioni con Neil Gaiman hanno prodotto le graphic novel Signal to Noise nel 1992 (precedentemente apparso a puntate nella rivista The Face): la storia di un regista moribondo e del suo ipotetico ultimo film e La tragica commedia o la comica tragedia di Mr Punch (1994).
Recentemente la collaborazione con Neil Gaiman ha dato luce a due libri illustrati, per bambini: 
The day I swapped my dad for two goldfish (1997 - In Italia: Il giorno che scambiai mio padre con due pesci rossi ed. Macchia nera, 2000) e The Wolves in the Walls (2003 - In Italia: I lupi nei muri ed. Arnoldo Mondadori Editore, 2003).
Ha inoltre illustrato, sempre per Neil Gaiman, il libro Coraline (2002 - In Italia: Coraline - ed. Arnoldo Mondadori Editore, 2003).
Durante la sua carriera, Dave McKean ha realizzato anche numerose copertine di CD per artisti internazionali, come Tori Amos, Alice Cooper, Counting Crows, Michael Nyman, Toad the Wet Sprocket; copertine di libri per Jonathan Carroll, Iain Sinclair e altri, illustrazioni per The New Yorker, e contribuito alla realizzazione di pubblicità e piccole clip promozionali.
Ha inoltre pubblicato due libri di fotografie, A Small Book of Black and White Lies (1995 - In Italia: Un libretto di bugie bianche e nere ed. Macchia nera, 2000) e Option: click (1998 - In Italia: Opzione: click ed. Macchia nera, 2000).
Nel 2005 ha realizzato il suo primo lungometraggio, MirrorMask. La sceneggiatura scritta in collaborazione con l'amico Neil Gaiman prende vita sullo schermo con l'ausilio di tecniche miste, un incrocio tra ripresa dal vivo, animazione digitale e stop-motion.
A tutte queste capacità figurative, Dave Mckean unisce anche la sensibilità musicale, che manifesta come pianista jazz.

## Opere

### Romanzi per ragazzi
- Il giorno che scambiai mio padre con due pesci rossi (The Day I Swapped My Dad for Two Goldfish, 1997). Scritto da Neil Gaiman.
- Coraline (2002). Scritto da Neil Gaiman.
- I lupi nei muri (The Wolves in the Walls, 2003). Scritto da Neil Gaiman.
- Mirrormask (2005). Fumetto sull'omonimo film. Scritto da Neil Gaiman.
- Crazy Hair (2009). Scritto da Neil Gaiman.

### Saggi
- La realtà è magica, 2011. Scritto da Richard Dawkins.

### Fumetti
- Casi violenti (Violent cases, 1987). Scritto da Neil Gaiman.
- Black Orchid, (1988). Scritto da Neil Gaiman.
- Arkham Asylum: Una folle dimora in un folle mondo (1989). Scritto da Grant Morrison.
- Signal to noise, (1992). Scritto da Neil Gaiman.
- La tragica commedia o la comica tragedia di Mr Punch (Mr Punch, 1994). Scritto da Neil Gaiman.

### Libri di fotografie
- Un libretto di bugie bianche e nere (A Small Book of Black and White Lies, 1995).
- Opzione: click (Option: click, 1998).
- The Particle Tarot: The Major Arcana (2000).
- The Particle Tarot: The Minor Arcana (2006).

### Regista
- MirrorMask (2005).
- The Gospel of Us (2012)
- Luna (2014)

### Sceneggiatore
- MirrorMask, regia di Dave McKean (2005). Sceneggiatura scritta con Neil Gaiman.

## Riconoscimenti
- Alph-Art per il miglior fumetto straniero al Festival d'Angoulême del 1999 per Cages
- Premio Caran d'Ache al Salone Internazionale dei Comics del 1992